# Eutolmus wahisi
Eutolmus wahisi är en tvåvingeart som beskrevs av Tomasovic 2001. Eutolmus wahisi ingår i släktet Eutolmus och familjen rovflugor.
Artens utbredningsområde är Marocko. Inga underarter finns listade i Catalogue of Life.